# El Ricard (Taradell)
El Ricard és una masia de Taradell (Osona) inclosa a l'Inventari del Patrimoni Arquitectònic de Catalunya.

## Descripció
Masia de planta rectangular (14x18mts), coberta a dues vessants amb el carener perpendicular a la façana situada a migdia i consta de planta baixa i dos pisos, amb diversos cossos adossats a la façana que tanquen el barri, així com dues cabanes enllosades. La façana presenta un portal rectangular datat i amb inscripció, una finestra al primer pis i una altra amb l'ampit motllurat al segon. A la part esquerre s'hi adossa un cos de porxos cobert a tres vessants i amb arcades d'arc rebaixat al primer pis. A la part dreta s'hi adossa una galeria de construcció recent. A llevant de l'edificació hi ha un cos que segueix el vessant de la part antiga amb una finestra de reixa a la planta i diverses finestres amb l'ampit motllurat i un balcó. A tramuntana tres finestres amb forjats a la planta i un balcó amb inscripcions a la llinda. A ponent hi ha un altre cos que enllaça amb els porxos de la façana. L'estat de conservació es força bo.

## Història
El nom d'origen germànic Ricart o Ricordus era usual a les nostres terres als segle XI-XII. El mas el Ricart el trobem esmentat abans de l'any 1325 i com la majoria de les masies del sector NE de la població pertanyia a la parròquia de Santa Eugènia de Berga, avui enclavades dins del terme municipal de Taradell. Moltes d'aquestes masies havien nascut arrel dels establiments de fadristerns als masos en terres no llunyanes al mas patern. El Ricart no patí el despoblament provocat per la pesta negra i el trobem registrat en el fogatge de l'any 1553 així com en el nomenclàtor de la província de l'any 1860. La masia fou ampliada al segle xvii per Onofre Ricart, segons consta a la llinda i posteriorment ha sofert diverses reformes.